# Ostromecz
Ostromecz (biał. Астромічы; ros. Остромичи) – agromiasteczko na Białorusi, w obwodzie brzeskim, w rejonie kobryńskim, w sielsowiecie Ostromecz.
Dawniej dwie wsie: Ostromecz Królewski i Ostromecz Szlachecki. W dwudziestoleciu międzywojennym leżały w Polsce, w województwie poleskim, w powiecie kobryńskim.